# Jefta und seine Tochter

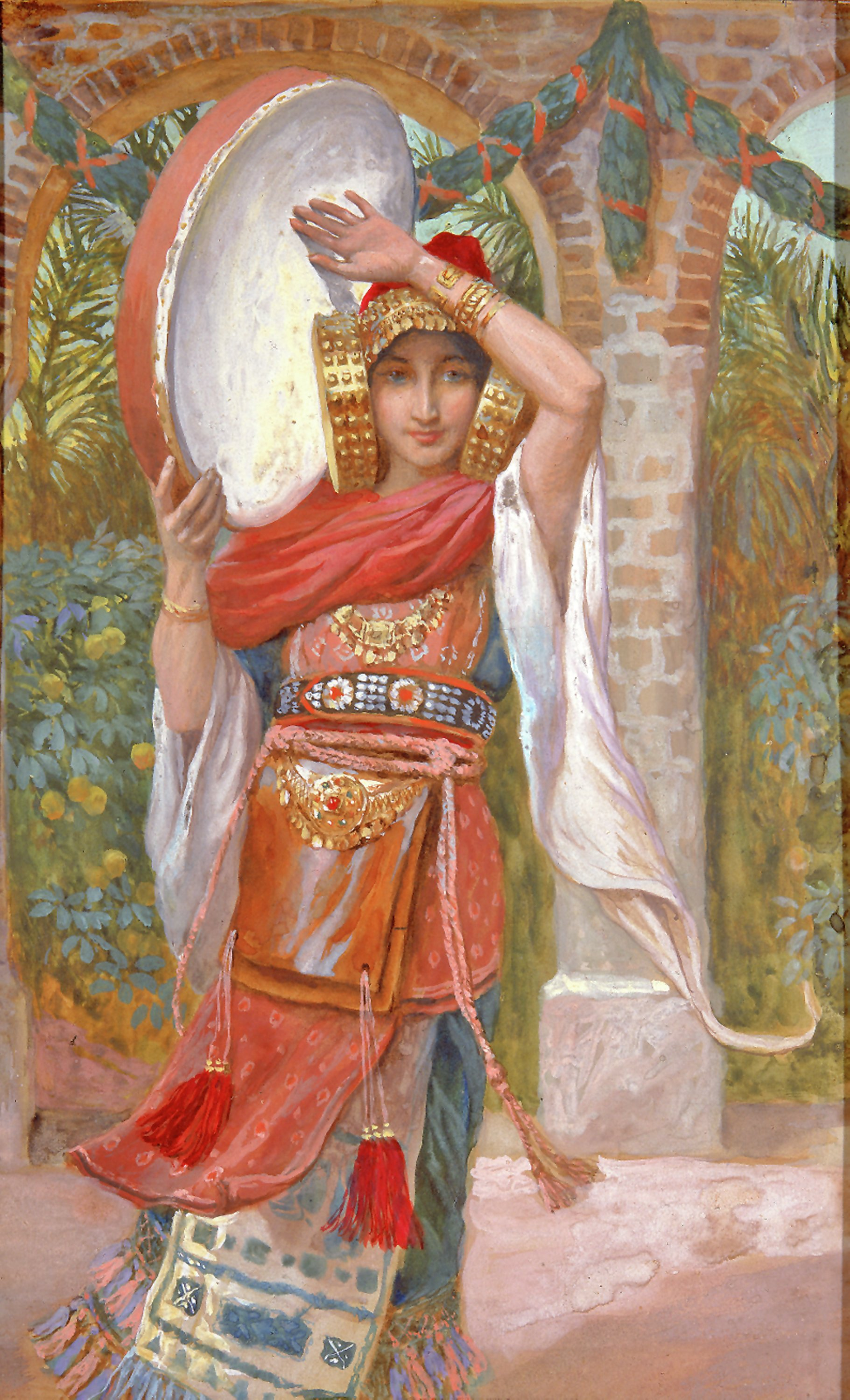
Jephtas Tochter. Gemälde von Jacques Joseph Tissot (um 1900, Jewish Museum, New York)

Jefta und seine Tochter ist der letzte Roman von Lion Feuchtwanger. Er wurde 1957 veröffentlicht. Die thematische Grundlage des Romans bildet die biblische Geschichte des Jiftach. In ihm kehrt er ein letztes Mal (nach frühen dramatischen Werken, dem Jud-Süß-Roman, der Josephus-Trilogie und der Jüdin von Toledo) zur literarischen Reflexion der Geschichte des jüdischen Volkes zurück. Feuchtwanger schreibt:
Das ist natürlich kein ‚biblischer‘ Roman. Mein Bemühen war, meinem Buch aus dem breiteren Wissen unserer Zeit heraus solche Geschichtlichkeit zu geben. In diesem Sinne, doch nur in diesem, sollte Jefta ein biblischer Roman sein.

## Inhalt
Jefta, dem unehelichen Sohn Gileads, und einer auf einem Kriegszug geraubten nichtjüdischen Frau, ist eine große Zukunft prophezeit: Ihm wurde verheißen, dass er die Stämme Israels einigen und siegreich in den Krieg führen werde. Sein Ehrgeiz veranlasst ihn, seinem Gott Jahwe seinen liebsten Besitz zu opfern. Wie sich herausstellt, ist das seine Tochter. Vereinsamt und zerfressen von der bitteren Schuld, die sein Ehrgeiz über ihn brachte, herrscht er schließlich als Richter über Israel:
Er hatte sein bestes, eigenstes Blut vergossen für einen Gott, der nicht war. Jefta der Held, Jefta der Narr. Kein Gott hatte ihm geholfen, Efraim hatte ihm geholfen. Und dafür hatte er die Tochter erschlagen, die liebe, die liebliche. Er hatte das beste, röteste Blut seines Leibes um nichts verschüttet.

## Rezeption
Der Roman stieß bei seinem Erscheinen auf ein verhaltenes Echo. Vor allem Feuchtwangers Versuch, sich an die Sprache der Bibel anzulehnen, stieß auf Ablehnung. Joachim Kaiser kritisierte am 14. Dezember 1957: „Der Roman schwankt zwischen unangemessenem Jargon und substanzlosem Archaisieren hin und her.“
Doch nicht nur die Kritik äußerte sich negativ, auch Arnold Zweig, Feuchtwangers langjähriger Freund, schreibt ihm: „Nur ihr Jefta, liebster Feuchtwanger, […], leider, er geht uns nicht sehr viel an.“ Und Katia Mann meint: „Restlose Sympathie konnte ich aber Ihrem Helden trotz allem nicht entgegenbringen.“

## Ausgaben
- Erstausgabe: Rowohlt, Hamburg 1957, 382 S.
- Gesammelte Werke in Einzelbänden Bd. 16: Aufbau, Berlin 1995, ISBN 3-351-02217-4. Mit einer Nachbemerkung von Gisela Lüttig
- Taschenbuch: Aufbau Taschenbuch Verlag, Berlin 2000, ISBN 3-7466-5035-6

## Musikalische Bearbeitung
- Wolfgang Stockmeier: Jefta und seine Tochter. Oratorische Szenen für Soli, Chor und Orchester. Nach einem Text von Lion Feuchtwanger. Werk 296 (1995). Partitur: Möseler, Wolfenbüttel 1995